# Rip the Jacker
Rip the Jacker è il quinto album del rapper statunitense Canibus, pubblicato nel 2003 da Babygrande Records.
| Recensione      | Giudizio   |
| --------------- | ---------- |
| AllMusic        | [ 1 ]      |
| RapReviews      | [ 2 ]      |
| HipHopDX        | [ 3 ]      |
| Stylus Magazine | B+         |
| The A.V. Club   | favorevole |

## Tracce
| #  | Titolo                   | Durata |
| -- | ------------------------ | ------ |
| 1  | "Intro"                  | 0:33   |
| 2  | "Genabis"                | 4:12   |
| 3  | "Levitibus"              | 4:00   |
| 4  | "M-Sea-Cresy"            | 3:50   |
| 5  | "No Return"              | 4:53   |
| 6  | "Spartibus"              | 4:00   |
| 7  | "Indibisible"            | 3:59   |
| 8  | "Showtime at the Gallow" | 4:41   |
| 9  | "Psych Evaluation"       | 3:51   |
| 10 | "Cemantics"              | 3:40   |
| 11 | "Poet Laureate II"       | 7:18   |

## Classifiche settimanali
| Classifica (2003)         | Posizione massima |
| ------------------------- | ----------------- |
| Stati Uniti               | 194               |
| US Independent Albums     | 11                |
| US Top R&B/Hip-Hop Albums | 34                |